# PGA Kampioenschap (België)

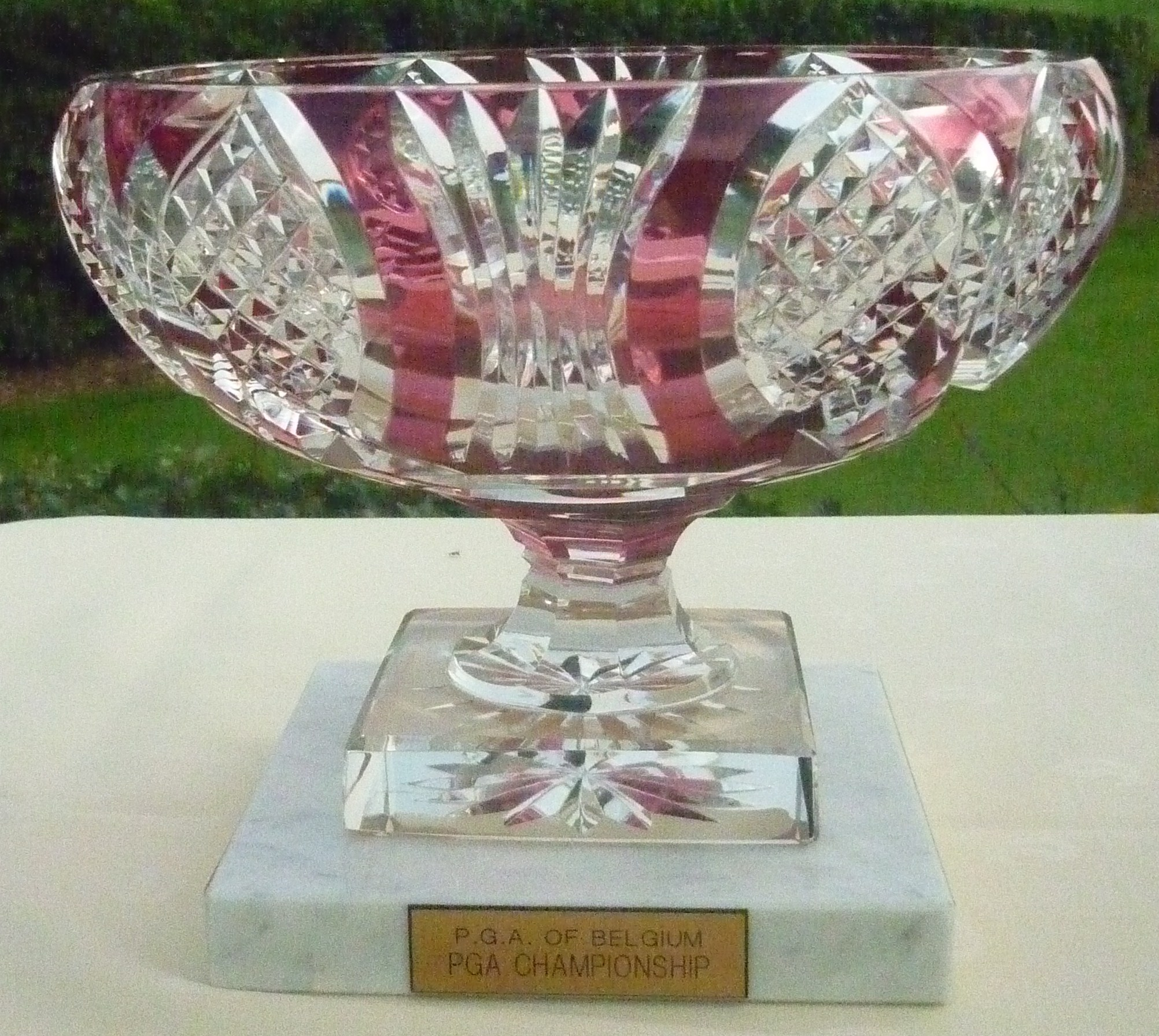
Trofee

Het  PGA Kampioenschap is een jaarlijks strokeplay-kampioenschap voor golfprofessionals die lid zijn van de Professional Golfers Associatie België.

## Edities

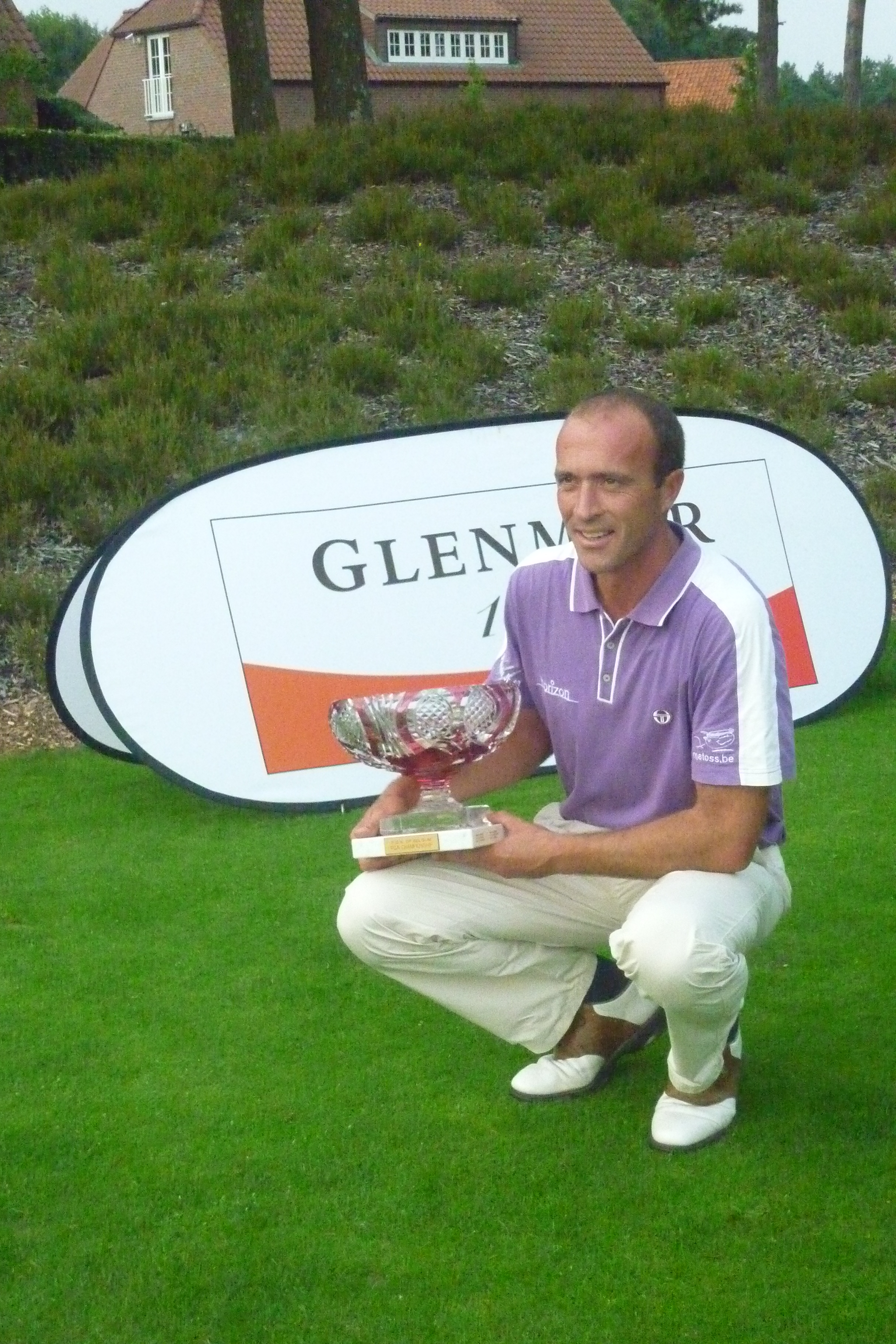
Laurent Richard, winnaar in 2004, 2011 en 2012

| Jaar | Baan                                      | Winnaar              | Winnares              |
| ---- | ----------------------------------------- | -------------------- | --------------------- |
| 2014 | Limburg Golf & Country Club               | Pierre Relecom       | Chloé Leurquin        |
| 2013 | Limburg Golf & Country Club               |                      |                       |
| 2012 | Limburg Golf & Country Club               | Laurent Richard (-4) |                       |
| 2011 | Limburg Golf & Country Club               | Laurent Richard (-5) | =                     |
| 2009 | Golf du Bercuit                           | Monville Gilles      | Lien Willems          |
| 2008 | Rinkven International Golf & Country Club | Gerald Gresse        | Véronique Verhaegen   |
| 2007 | Royal Antwerp Golf Club                   | Filip Goovaerts      | Véronique Verhaegen   |
| 2006 | Royal Golf Club du Hainaut                | Arnaud Langenaeken   | Véronique Verhaegen   |
| 2005 | Waregem Happy Golf Club                   | Tim Planchin         | Naïma Ghilain         |
| 2004 | Damme Golf & Country Club                 | Laurent Richard      | Eun-Jeong Jung        |
| 2003 | Royal Zoute Golf Club                     | Arnaud Langenaeken   | Véronique Verhaegen   |
| 2002 | Golf Club de Pierpont                     | Niclas Larsson       | Valérie Van Ryckeghem |
| 2001 | Koninklijke Golf Club Oostende            | Geoffroy Beernaert   | Valérie Van Ryckeghem |
| 2000 | Koninklijke Golf Club Oostende            | Arnaud Langenaeken   |                       |
| 1999 | Koninklijke Golf Club Oostende            | Arnaud Langenaeken   |                       |
| 1998 | Koninklijke Golf Club Oostende            | Didier de Vooght     |                       |
| 1997 | Five Nations Golf Club                    | Eric Freund          | Lara Tadiotto         |
| 1996 | Waregem Happy Golf Club                   | Christian Ditlefsen  |                       |
| 1995 | Waregem Happy Golf Club                   | Chris Morton         |                       |
| 1994 | Waregem Happy Golf Club                   | Gavin Singleton      |                       |
| 1993 | Waregem Happy Golf Club                   | Chris Morton         |                       |
| 1992 | Golf Club de Louvain-La-Neuve             | Philippe Toussaint   |                       |
| 1991 | Golf du Château de la Bawette             | Olivier Buysse       |                       |
| 1990 | Damme Golf & Country Club                 | Chris Morton         |                       |